# Drew Barham
Andrew Patrick "Drew" Barham (Memphis, Tennessee, 29 de diciembre de 1989) es un exbaloncestista estadounidense. Con 1,98 metros de estatura, jugaba en la posición de escolta.

## Trayectoria deportiva

### Universidad
Jugó dos temporadas con los Tigers de la Universidad de Memphis, en las que promedió 1,9 puntos y 1,1 rebotes por partido. En junio de 2012, tras un año en blanco, fue transferido a los Gonzaga Bulldogs de la Universidad de Gonzaga, donde jugó dos temporadas más, promediando 4,9 puntos y 2,3 rebotes por encuentro.

### Profesional
Tras no ser elegido en el Draft de la NBA de 2014, el 13 de septiembre firmó su primer contrato profesional con los Oita Heat Devils de la Bj league japonesa. La temporada siguiente recaló en el SLUNETA Ústí nad Labem de la Národní Basketbalová Liga checa, donde jugó una temporada como titular, en la que promedió 14,2 puntos y 5,1 rebotes por partido.
El 1 de agosto de 2016 firmó contrato con el equipo rumano del BC Mureș, donde hasta enero de 2017 jugó trece partidos ede la liga doméstica, en los que promedió 13,2 puntos y 5,9 rebotes por partido, y otros siete de la Copa Europea de la FIBA, logrando 9,4 puntos y 5,7 rebotes por encuentro. Tras dejar el equipo, días después fichó para el resto de la temporada con el Falco KC Szombathely húngaro, donde acabó promediando 8,4 puntos y 5,3 rebotes.
La temporada siguiente regresó a su país para incorporarse a las filas de los Maine Red Claws de la G League, donde jugó una temporada en la que promedió 4,9 puntos y 2,8 rebotes por partido.
Volvió a Eurpoa al año sugiente, al firmar en agosto de 2018 con el Hamburg Towers de la ProA, la segunda división alemana.